# Hojancha

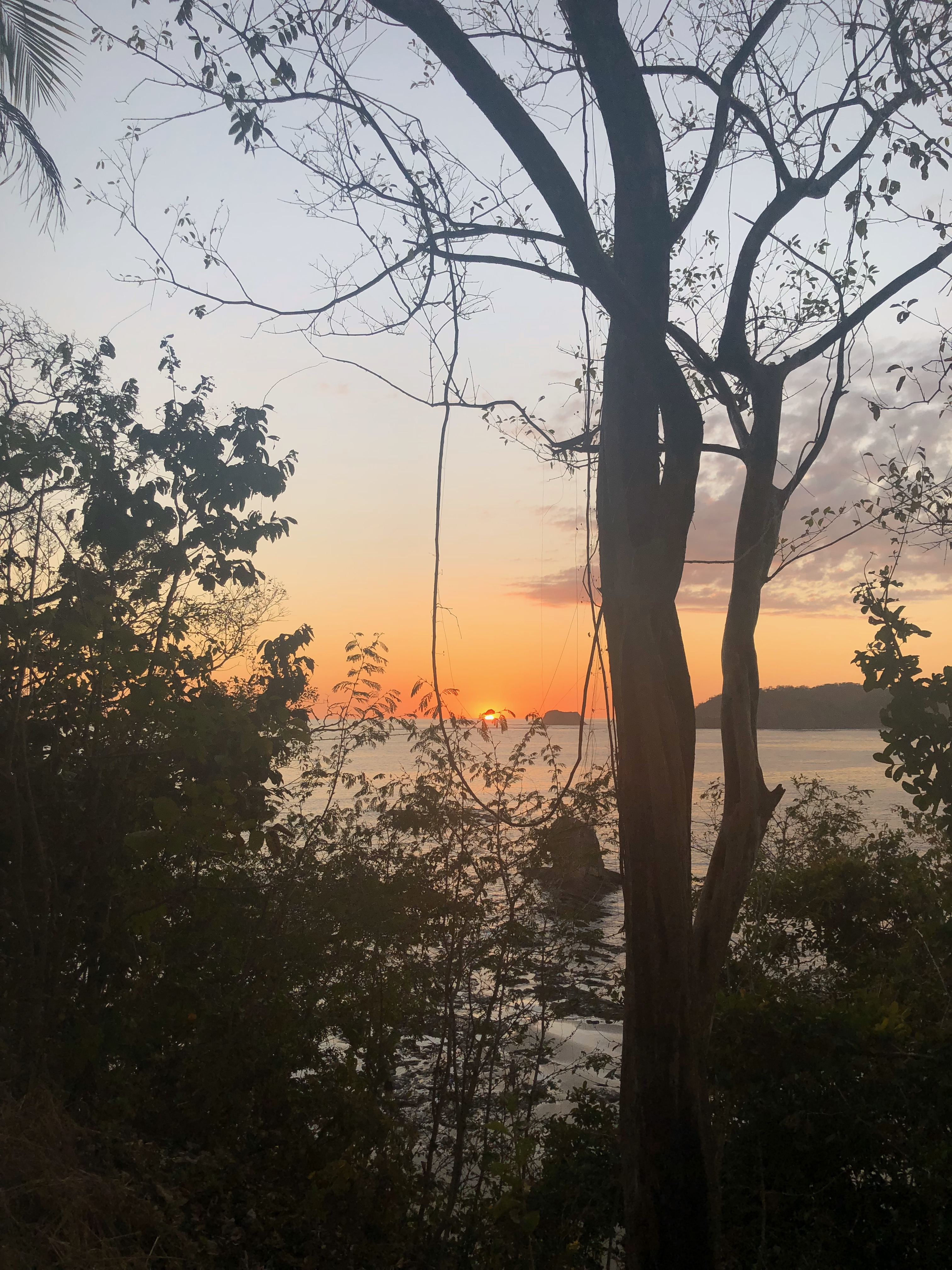
Coucher de soleil à la plage d'Hojancha

Hojancha est un canton du Costa Rica, situé dans la province de Guanacaste. C'est le canton le plus récent de la province, ainsi que le plus petit en superficie. Il est voisin des cantons de Nicoya et de Nandayure, et il possède une petite façade maritime à Puerto Carrillo. Sa capitale est Hojancha.
Le plus récent canton guanacastèque fut fondé le 2 novembre 1971. Depuis cette date, et jusqu'à août 1999, Hojancha était constitué d'un unique district. Aujourd'hui il en compte quatre (voir ci-dessous). Son gouverneur est Juan Rafael Marín Quirós.

## Démographie
La population était de 7 197 habitants, selon le recensement de 2021.
Districts d'Hojancha
Les districts d'Hojancha sont :
1. Hojancha
2. Monte Romo
3. Puerto Carrillo
4. Huacas